# Nova Russas
Nova Russas là một đô thị thuộc bang Ceará, Brasil. Đô thị này có diện tích 742,76 km², dân số năm 2007 là 30597 người, mật độ 41,19 người/km².